# Lorenzo Fieschi

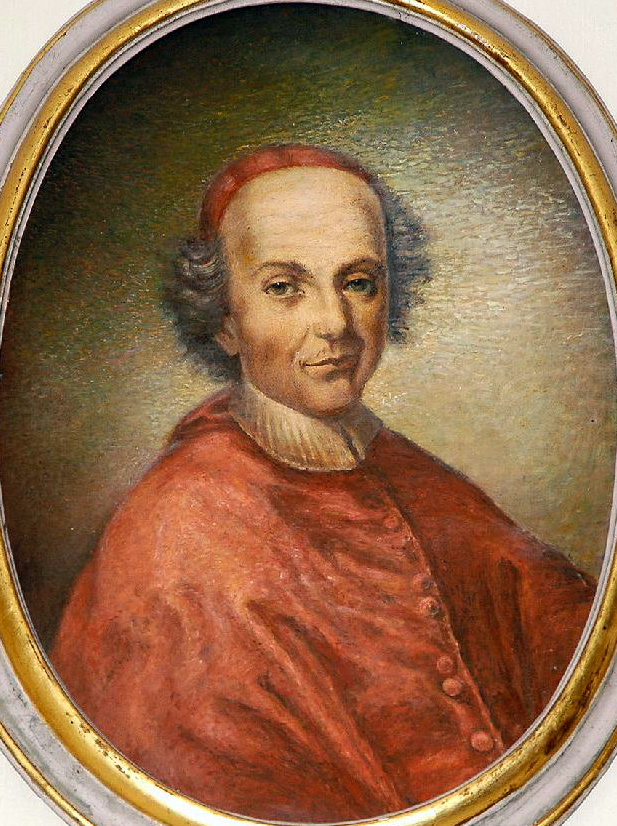
Lorenzo Kardinals Fieschi (Porträt des 18. Jahrhunderts)

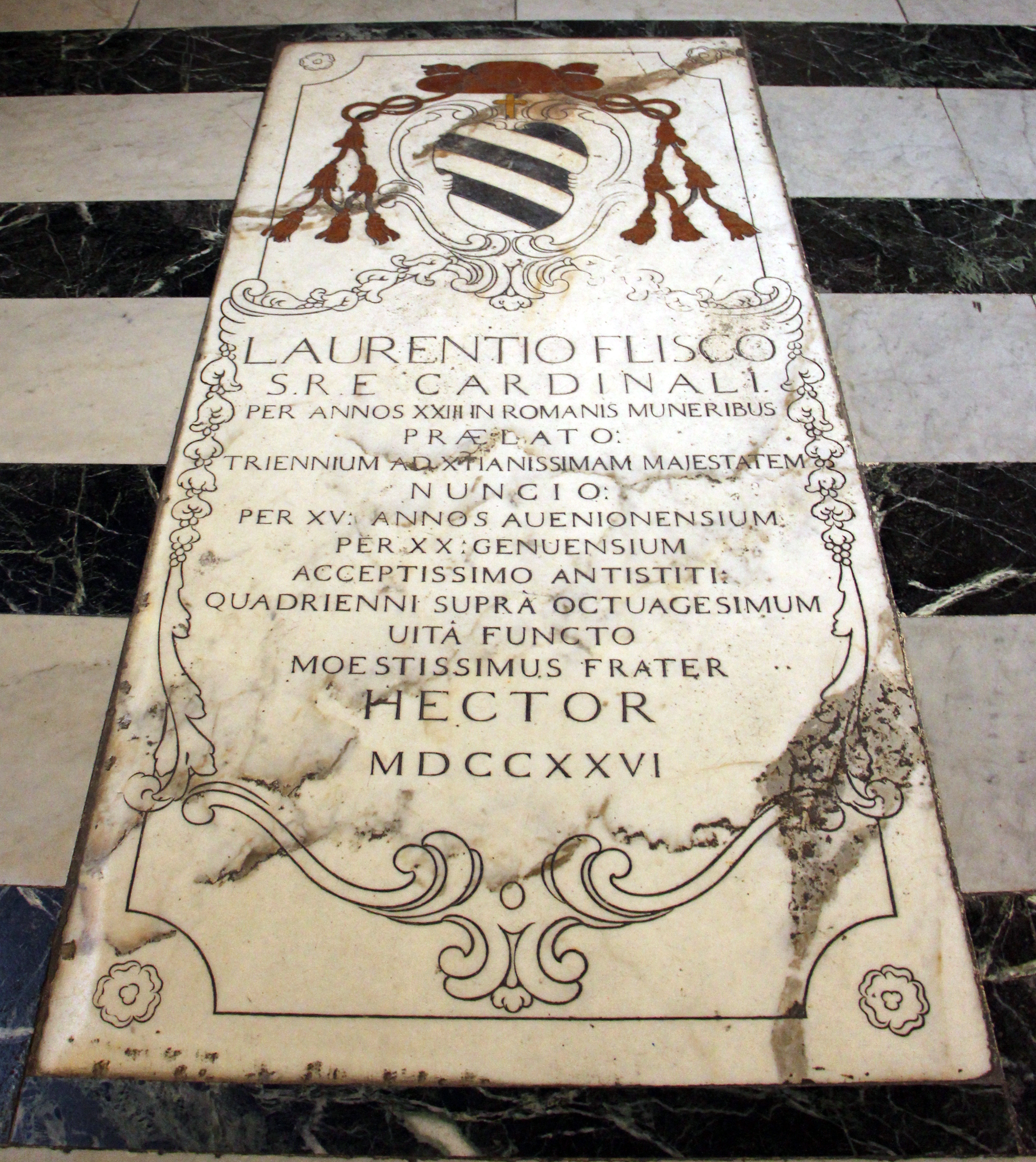
Grabplatte mit Wappen (Dom von Genua)

Lorenzo Maria Fieschi (* 21. Mai 1642 in Genua; † 1. Mai 1726 ebenda) war ein Kardinal der römisch-katholischen Kirche. Von 1705 bis zu seinem Tod war er Erzbischof von Genua.

## Leben
Lorenzo Fieschi entstammte einer genuesischen Patrizierfamilie und studierte an einem Jesuitenkolleg in Parma sowie der Universität von Bologna. Ab 1667 war der promovierte Jurist als Anwalt tätig und war von 1668 bis 1670 Vizelegat in Urbino. In den folgenden Jahren arbeitete er in mehreren Verwaltungen der Provinzen des Kirchenstaates, ehe er im August 1685 als Generalgouverneur der Marken nach Macerata berufen wurde.
Papst Alexander VIII. ernannte ihn am 23. November 1689 zum stellvertretenden Sekretär der Ritenkongregation und am 10. Juli 1690 zum Erzbischof des französischen Avignon. Die Bischofsweihe erhielt Fieschi am 24. September 1690 durch Kardinal Fabrizio Spada. Erst im Folgejahr erreichte Fieschi nach längerem Aufenthalt in Genua seine Diözese. Er gründete in Avignon ein Priesterseminar und wurde von Papst Innozenz XII. 1695 zum Päpstlichen Thronassistenten ernannt. Im November 1701 wurde Fieschi außerordentlicher Nuntius in Frankreich. Er sollte im Auftrag des Papstes als Vermittler im Spanischen Erbfolgekrieg auftreten. Seine Friedensmission sollte zwar scheitern, er setzte jedoch den päpstlichen Anspruch durch, an den Verhandlungen teilnehmen zu können.
Am 18. Mai 1705 ernannte ihn Papst Clemens XI. zum Erzbischof seiner Heimatstadt Genua. Ein Jahr später, am 17. Mai 1706, nahm ihn Clemens XI. als Kardinalpriester von Santa Maria della Pace ins Kardinalskollegium auf. Ab 1711 war Kardinal Fieschi in den Streit um den Prozess gegen einen Fälscher verwickelt, dessen Auslieferung nach Rom er bis 1714 verweigerte. Er nahm noch am Konklave 1721 teil, am Konklave des Jahres 1724 konnte er jedoch nicht mehr teilnehmen.
Kardinal Fieschi starb wenige Wochen vor seinem 84. Geburtstag und wurde im Dom San Lorenzo von Genua im Familiengrab der Fieschi beigesetzt.